# Sommer-Paralympics 2012/Teilnehmer (Fidschi)
| stlisierte Goldmedaille | stlisierte Silbermedaille | stlisierte Bronzemedaille |
| ----------------------- | ------------------------- | ------------------------- |
| 1                       | —                         | —                         |

Der Inselstaat Fidschi entsendete mit dem Hochspringer Iliesa Delana einen Sportler zu den Paralympischen Sommerspielen 2012 in London. Delana nahm an den Wettkämpfen im Hochsprung der Männer F42 (Athleten mit einem Bein ohne Prothese) am 3. September teil und errang die Goldmedaille mit einer Höhe von 1,74 Metern. Damit gewann er gegen den indischen Teilnehmer Girisha Hosanagara Nagarajegowda (Silber) und den polnischen Teilnehmer Lukasz Mamczarz (Bronze), die ebenfalls die Höhe von 1,74 Metern übersprangen, jedoch mehr Versuche brauchten.
Iliesa Delana war damit zugleich der erste Sieger bei Paralympischen Spielen für den Inselstaat Fidschi.

## Medaillen

### Medaillenspiegel
| Medaillenspiegel Deutschland |                |                              |                           |                           |        |
| Platz                        | Sportart       | Goldmedaille – Olympiasieger | Silbermedaille – 2. Platz | Bronzemedaille – 3. Platz | Gesamt |
| 01                           | Leichtathletik | 01                           | 0                         | 0                         | 1      |

### Medaillengewinner

#### Gold
| Name          | Sportart       | Wettkampf               |
| ------------- | -------------- | ----------------------- |
| Iliesa Delana | Leichtathletik | Hochsprung (T42) Männer |

## Teilnehmer nach Sportart

### Leichtathletik
Männer:
- Iliesa Delana